# 1187 هـ
1187 هـ هي سنة في التقويم الهجري امتدت مقابلةً في التقويم الميلادي بين سنتي 1773 و1774.

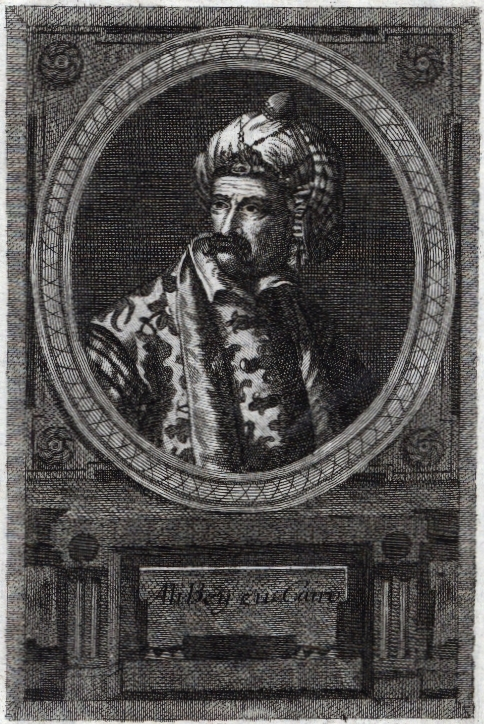
علي بك الكبير

## أحداث
- آل سعود يدخلون الرياض ويقتلون أميرها دهام بن دواس.

## مواليد
- عبد الله الستري.
- عثمان الحيائي الجليلي

## وفيات
- علي بك الكبير
- مصطفى الثالث